# 최기윤
최기윤(崔起綸, 2002년 4월 9일 ~ )는 대한민국의 축구 선수로, 포지션은 왼쪽 윙어, 오른쪽 윙어, 공격형 미드필더이며, 부산 아이파크 소속이다.

## 클럽 경력
부산 아이파크 산하 유스인 개성고등학교 출신으로, 일찍이 U-17 연령별 대표팀에도 이름을 올리며 본인의 가능성을 증명했다. 이후 우선지명을 받고 용인대학교로 진학해 백두대간기 팀의 추계대학축구연맹전, 추계 1, 2학년 대학축구대회 우승에 일조하며 이름을 알렸다. 2022 시즌을 앞두고 부산이 우선지명을 포기하면서 K리그1의 울산 현대 축구단에서 프로 커리어를 시작한다.
3월 15일에 있었던 포트 FC와의 ACL PO 경기에서 프로 데뷔전을 가졌고, 데뷔전에서 골을 기록하였다. 10월 1일에 있었던 인천과의 원정 경기에서 본인의 K리그 데뷔골을 신고함과 동시에 상대 선수의 퇴장을 유도하였다.
2023 시즌을 앞두고 K리그2의 부산 아이파크로 이적하였다.

## 플레이 스타일
미드필더와 윙포워드 포지션을 소화할 수 있는 멀티 자원이다.